# Windpower Monthly
Windpower Monthly ist eine monatlich erscheinende englischsprachige Fach- und Wirtschaftszeitschrift mit internationaler Ausrichtung, die schwerpunktmäßig über die Windenergiebranche berichtet. Die Erstauflage erschien 1985. Herausgegeben wird sie von der Mediengruppe Haymarket Publishing, auf deren Website sie als „führendes Nachrichtenmagazin des Sektors“ bezeichnet wird. Die Redaktion befindet sich in London, ein weiteres Büro in New York, zudem unterhält die Zeitschrift Korrespondenten in 20 weiteren Ländern.
Neben der allgemeinen Wirtschaftsberichterstattung über Unternehmen und Projekte aus dem Sektor berichtet die Zeitschrift über aktuelle Ereignisse in der Windenergiebranche, technische Entwicklung und Fortschritte der Windkraftanlagentechnik. Zudem gibt es häufig Sonderreportagen über Windenergiemessen. Daneben erscheinen gelegentlich auch Artikel über politische Rahmenbedingungen und allgemeine Nachrichten aus dem Sektor Erneuerbare Energien.
Einzelne Artikel sind auf der Internetseite der Zeitschrift online zu lesen, das volle Angebot ist nur über eine kostenpflichtige Mitgliedschaft einzusehen.
Eng verbunden mit Windpower Monthly sind die Zeitschriften Windpower Offshore und Windpower Intelligence, die ebenfalls von Haymarket Publishing herausgegeben werden.